# ويليام ماكيني
ويليام ماكيني (بالإنجليزية: William McKinney)‏ هو قائد فرقة ‏ وعازف جاز أمريكي، ولد في 17 سبتمبر 1895 في كينثيانا في الولايات المتحدة، وتوفي بنفس المكان في 14 أكتوبر 1969.

## وصلات خارجية
- ويليام ماكيني على موقع الموسوعة البريطانية (الإنجليزية)
- ويليام ماكيني على موقع ميوزك برينز (الإنجليزية)